# (31663) Anjani
(31663) Anjani es un asteroide perteneciente al cinturón de asteroides, descubierto el 8 de mayo de 1999 por el equipo del Catalina Sky Survey desde el Catalina Sky Survey, Arizona, Estados Unidos.

## Designación y nombre
Designado provisionalmente como 1999 JG2. Fue nombrado por Anjani Polit (n. 1980) quien es una ingeniera estadounidense. Dirigió la Planificación de la Observación Científica de la Misión de Retorno de Muestras de Asteroides OSIRIS-REx y coordina las actividades científicas técnicas de la Misión APEX. También fue Jefa de Operaciones de Enlace Ascendente de la cámara HiRISE del Mars Reconnaissance Orbiter (MRO).

## Características orbitales
Anjani está situado a una distancia media del Sol de 2.356 ua, pudiendo alejarse hasta 2,538 ua y acercarse hasta 2,174 ua. Su excentricidad es 0,077 y la inclinación orbital 7,884 grados. Emplea 1320,53 días en completar una órbita alrededor del Sol.
Pertenece a la familia de asteroides de (4) Vesta.

## Características físicas
La magnitud absoluta de Anjani es 15,12. Tiene 2,175 km de diámetro. Su albedo se estima en 0,310. 